# Warren Kealoha

Warren Paoa Kealoha, conocido como Warren Kealoha, (Honolulu, Estados Unidos 1904 - id. 1972 ) fue un nadador estadounidense, ganador de dos medallas olímpicas de oro.

## Biografía
Nació el 3 de marzo de 1904 en la ciudad de Honolulu, población situada en el estado de Hawaii, en la isla del mismo nombre. Fue hermano del también nadador y medallista olímpico Pua Kealoha.

## Carrera deportiva
Participó, a los 16 años, en los Juegos Olímpicos de verano de 1920 realizados en Amberes (Bélgica), donde consiguió ganar la medalla de oro en la prueba de los 100 metros espalda. En los Juegos Olímpicos de verano de 1924 realizados en París (Francia) consiguió revalidar su título olímpico, realizando un nuevo récord olímpico con un tiempo de 1:13,2. 